# Brücke über die Alte Elbe

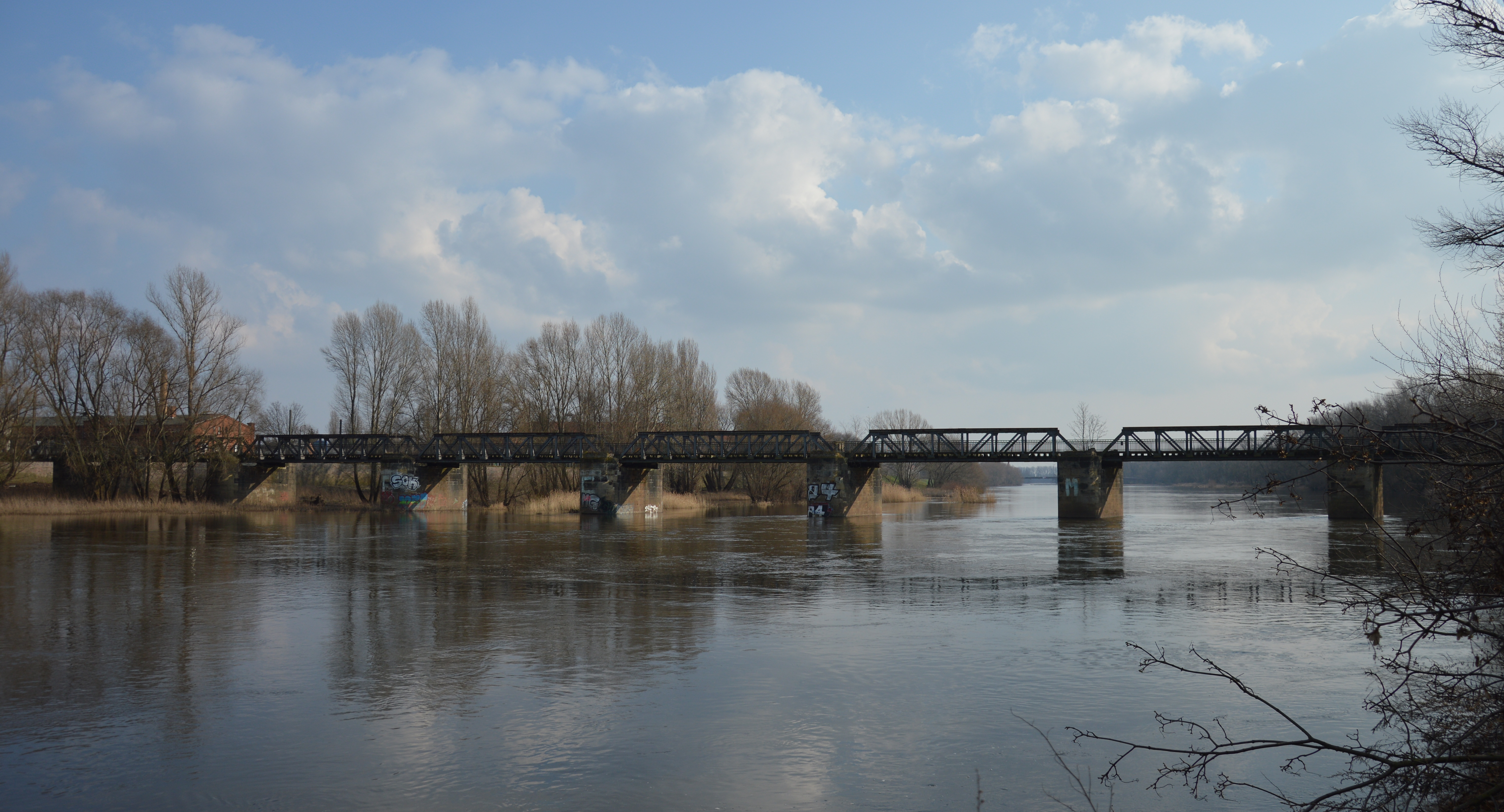
Blick von Nordwesten, 2016

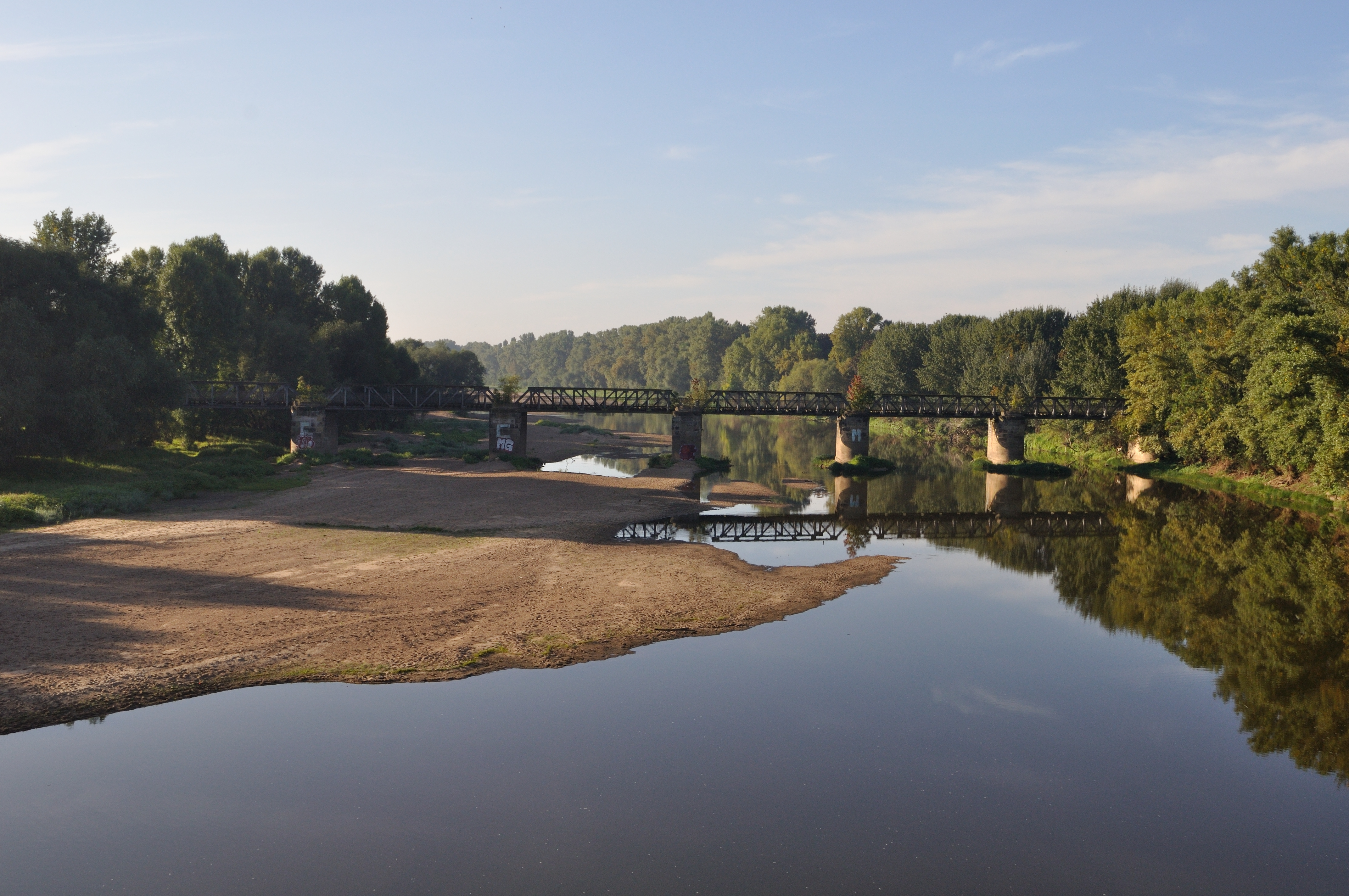
Blick von Norden bei Niedrigwasser, 2013

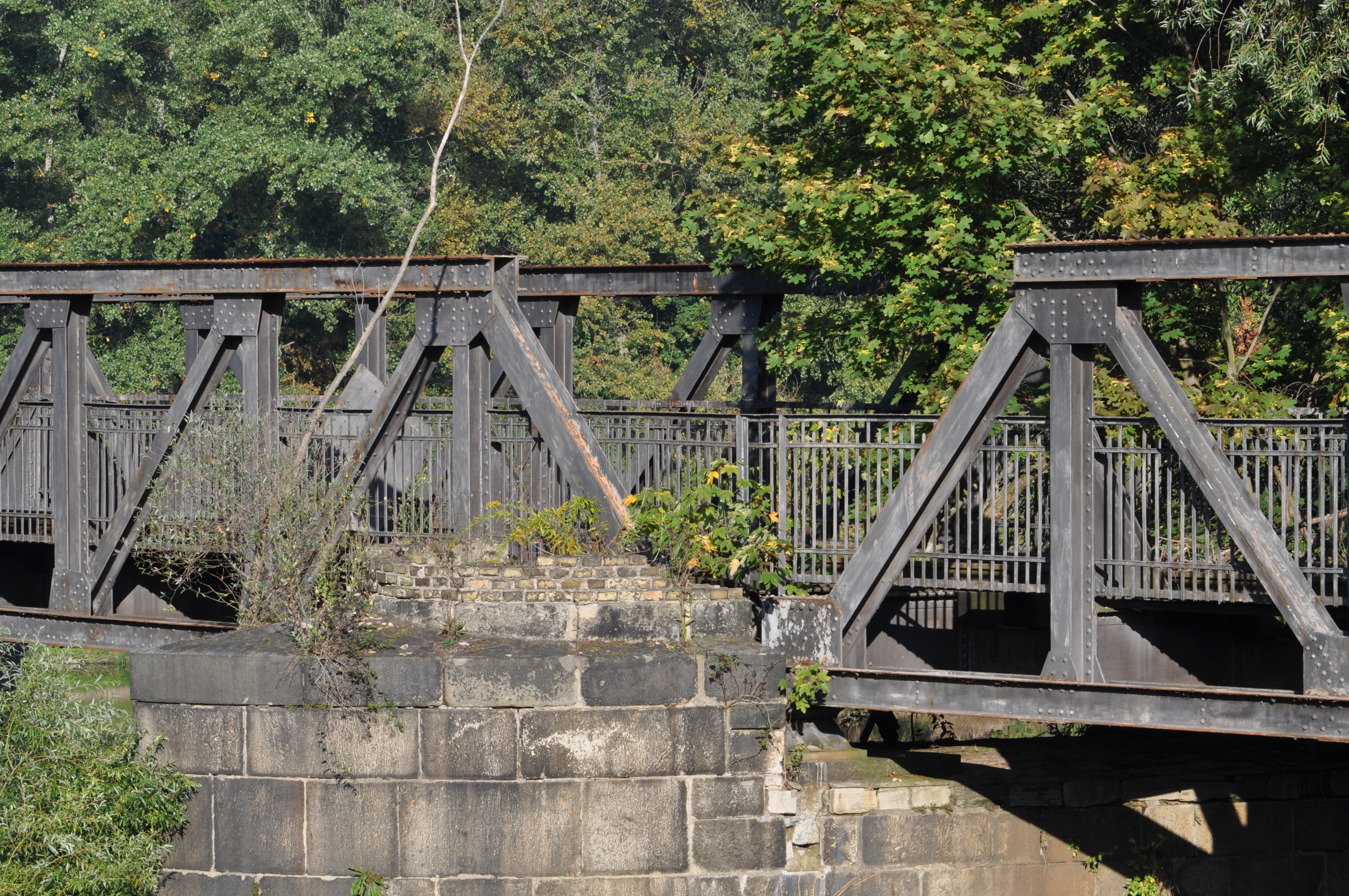
Details

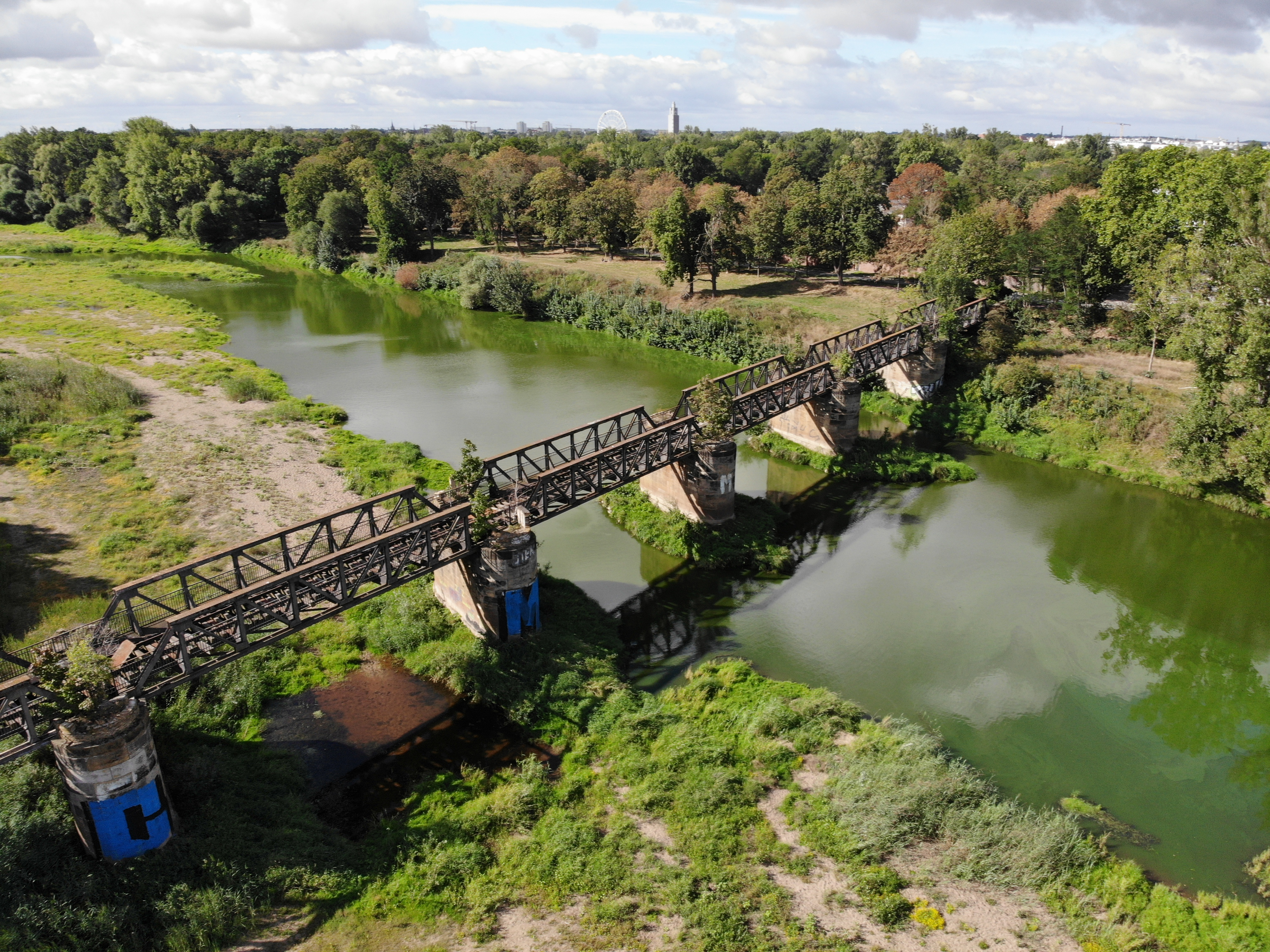
Luftaufnahme, 2020

Die Brücke über die Alte Elbe (im örtlichen Denkmalverzeichnis unter der Erfassungsnummer 094 76764 als Baudenkmal verzeichnet., lokal auch Kanonenbahnbrücke genannt) ist eine denkmalgeschützte Eisenbahnbrücke in Magdeburg in Sachsen-Anhalt.

## Lage
Die Brücke ist Teil der stillgelegten Bahnstrecke Biederitz–Magdeburg-Buckau. Sie führt von den Magdeburger Stadtteilen Brückfeld und Cracau im Osten nach Westen zur Elbinsel Rotehorn und überbrückt dabei die Alte Elbe. Westlich schließt sich die Brücke über die Taube Elbe an.

## Architektur und Geschichte
Die etwa 220 Meter lange Brücke entstand in den 1840er Jahren im Zuge des Baus der Bahnstrecke Berlin–Magdeburg durch die Berlin-Potsdam-Magdeburger Eisenbahngesellschaft. Das Bauwerk hat neun Öffnungen, die jeweils von einem Einfeldträger mit zwei oberhalb der Fahrbahn angeordneten, parallelgurtigen, genieteten Fachwerkbindern überspannt werden.
Nach der Neutrassierung der Strecke im Bereich Magdeburg verlor die Bahnstrecke Biederitz–Magdeburg-Buckau an Bedeutung und wurde schließlich 1998 stillgelegt.
Es bestehen Überlegungen, die Brücke abzureißen. Hintergrund sind Kostenargumente und Sorgen, dass die Brücke im Zuge des Hochwasserschutzes problematisch sei. Andere Überlegungen, die im Magdeburger Stadtrat jedoch bisher keine Mehrheit erzielten, sehen den Erhalt der Brücke, ihre hochwassertechnische Ertüchtigung und den Umbau zur Radweganlage vor.